# Мокрен
Мокрен (болг. Мокрен) — село в Болгарии. Находится в Сливенской области, входит в общину Котел. Население составляет 869 человек.

## Политическая ситуация
В местном кметстве Мокрен, в состав которого входит Мокрен, должность кмета (старосты) исполняет Емил Иванов Енчев (Болгарская социал-демократия (БСД)) по результатам выборов правления кметства.
Кмет (мэр) общины Котел — Христо Русев Киров (коалиция партий: национальное движение «Симеон Второй» (НДСВ) и движение «За права и свободы» (ДПС)) по результатам выборов в правление общины.